# Јоханес Теодор Баргелд
Алфред Емануел Фердинанд Гринвалд (Шчећин, 9. октобар 1892 — Француски Алпи, 18. август 1927), псеудоним Јоханес Теодор Баргелд био је немачки сликар и песник који је заједно са Максом Ернстом основао келнску дадасту групу. Користио је назив Зентродада са дадаизмом.

## Биографија
Рођен је 9. октобра 1892. у Шчећину. Студирао је право на Универзитету у Оксфорду и Бону. Године 1914. се пријавио да учествује у рату и служио је као резервни поручник три године. Књижевну каријеру је започео 1917. писањем за часопис Die Aktion. Његови доприноси су углавном била лирска и политичка дела. Годину дана након што је почео да пише, придружио се Независној социјалистичкој партији Немачке. Био је покровитељ левичарског часописа Der Ventilator који је био политичко и уметничко средство преко којег су будући чланови дадаизма, попут Анђелике и Хајнриха Херла, објављивали сатирична дела. Био је уредник часописа The Fan (Der Ventilator) који је са Хансом Арпом покренуо 1919. године, а сарађивао је са многим другим дадаистичким публикацијама као што су Bulletin D и Dada W/3. Сарађивао је са Максом Ернстом на неким од колажа коришћених у његовој серији. Баргелд је одустао од сликања 1921. године, а 1927. је погинуо у лавини док се пењао на Француске Алпе.